# Catholic Biblical Association of America
La Catholic Biblical Association of America (CBA) è una società di apprendimento statunitense dedicata allo studio accademico della Bibbia. 
fu istituita nel 1936 a Washington da una fratellanza interdenominazionale di cinquanta membri fondatori, giunti a più di 1.200 unità nel 2013. Sono candidbili all'elezione di membro tutti coloro che possiedono una laurea specialistica in studi biblici, a prescindere dalla particolare affiliazione religiosa. 
La CBA pubblica il periodico Old Testament Abstracts e, dal 1939, Catholic Biblical Quarterly, rivista accademica di teologia e biblistica, i cui articoli sono sottoposti a revisione paritaria.

## NAB New Testament Revision Project
Nel 2012, la Conferenza Episcopale degli Stati Uniti (USCCB) annunciò "un piano di revisione del Nuovo Testamento [basato] sulla New American Bible Revised Edition in modo tale da [produrre] una singola versione possa essere utilizzata per la preghiera individuale, la catechesi e la liturgia". Contestualmente, l'USCCB affidò alla Confraternita della dottrina cristiana (Confraternity of Christian Doctrine , CCD)  il compito di revisionare la New American Bible (NAB NT).
Completato il cronoprogramma delle attività e la contestuale assegnazione delle risorse umane ed economiche, nel 2013 poté prender vita il progetto vero e proprio con la creazione di un comitato editoriale formato da cinque membri dell'associazione, affiancati fu assistito da un gruppo di revisori creatonel 2014. 

La conclusione dei lavori è stata prevista per l'anno 2025.